# Macchiatiella
Macchiatiella  (лат.) — род тлей из подсемейства Aphidinae (Macrosiphini). Палеарктика (Европа, Турция, Сибирь, Дальний Восток).

## Описание
Мелкие насекомые, длина 1,7—2,3 мм.
Ассоциированы с растениями Rhamnus и Polygonum и некоторыми другими (Aconogonon, Fallopia, Fagopyrum, Reynoutria). Диплоидный набор хромосом 2n=12
.
- Macchiatiella itadori (Shinji, 1924)
  - = Neolachnaphis itadori Shinji, 1924
  - = Macchiatiella etadorii(Shinji, 1924)
  - = Macchiatiella jozankeanus (Matsumura & Hori, 1927)
  - = Macchiatiella rhamni (Hori, 1927)
  - = Macchiatiella sanguisorbae (Shinji, 1924)
- Macchiatiella rhamni (Boyer de Fonscolombe, 1841)
  - =Aphis rhamni Boyer de Fonscolombe 1841